# Dragoljubovke
Dragoljubovke (lat. Tropaeolaceae), biljna porodica u redu Brassicales, kojoj pripada najmanje jedan rod, Dragoljub (Tropaeolum). U Hrvatskoj rastu tri vrste dragoljuba: veliki dragoljub (Tropaeolum majus),  Tropaeolum peregrinum i Tropaeolum minus.
Porodici su bili priključeni rodovi koji se danas vode kao sinonimi, a činili su potporodicu Tropaeoloideae (Juss. ex DC.) Arn.
- subfamilia: Tropaeoloideae Arn.
  - genus: Acriviola Mill.
  - genus: Anisocentra Turcz.
  - genus: Cardamindum Adans.
  - genus: Chymocarpus D. Don
  - genus: Magallana Cav.
  - genus: Rixea C. Morren
  - genus: Trophaeastrum Sparre
  - genus: Trophaeum Kuntze

## Opis porodice i roda
Tropaeolaceae se sastoje od zeljastih loza koje se često penju pomoću upletenih lisnih peteljki. Korijenje je kod nekih svojti gomoljasto. Listovi su jednostavni, bez režnjeva ili dlanasto režnjeviti do razdijeljeni, spiralni, s dlanastim žilama, u nekima ljuskasti, stipulirani ili ekstipulirani u zrelosti. Cvat je od pojedinačnih, pazušnih cvjetova. Cvjetovi su dvospolni, zigomorfni, pedicelasti, perigini. Perijant je dihlamidan, s prisutnim hipantijom. Čaška je općenito aposepalna, od 5 imbricatih čašica, s 3 adaksijalne čašice koje tvore ostrugu. Vjenčić je apopetalan, od 5 latica s kandžama. Prašnika je 8 (4+4), apostemonozni. Prašnici su uzdužni u dehiscenciji. Ginecej je sinkarpan, s gornjim jajnikom, 3 karpele (srednji karpel adaksijalni) i 3 lokule. Stil je 3-gran. Placentacija je apikalno-aksilna; jajne stanice su bitegmične, po 2 po plodniku (1 ovula pobacuje). Nektarije su prisutne u trnu čaške. Plod je šizokarp od 3 mesnata, suha ili krilata merikarpa s 1 sjemenkom. Sjemenke su eksalbuminozne.
Tropaeolaceae je rasprostranjen u Srednjoj i Južnoj Americi. Ekonomski značaj uključuje kultivirano ukrasno bilje (osobito Tropaeolum majus) i lokalno ljekovito i prehrambeno bilje.
Tropaeolaceae su karakteristične po tome što su penjačice s lišćem u obliku ljuska ili dlanasto režnjeviti, pojedinačnim i pazušnim cvjetovima sa zašiljenom čaškom i kandžastim laticama, 8 prašnika i 3 karpela, a plod je šizokarp s jednosjemenim merikarpom .